# United States Bureau of Reclamation
Het United States Bureau of Reclamation (USBR), voorheen de United States Reclamation Service, is een Amerikaans federaal agentschap dat zich richt op waterbeheer en dan voornamelijk voor irrigatie, watervoorziening en waterkrachtcentrales in het westen van de Verenigde Staten. Het agentschap voorziet meer dan 31 miljoen mensen in het land van water en is daarmee de grootste groothandelaar in water van het land. Eén op vijf landbouwers in het Amerikaanse westen worden door het Bureau of Reclamation van irrigatiewater voorzien. Het agentschap is tevens de grootste producent van elektriciteit uit waterkracht in het westen van de VS.
Het agentschap werd in juli 1902 door Secretary of the Interior Ethan Allen Hitchcock opgericht in overeenkomst met de Reclamation Act. Het agentschap begon onder de paraplu van het United States Geological Survey, maar is sinds 1907 een onafhankelijk bureau binnen het ministerie.
De eerste afgewerkte dam en waterkrachtcentrale was de Theodore Roosevelt Dam in Arizona die in 1911 door president Theodore Roosevelt werd ingehuldigd.